# Pulchérie (prénom)
Pour les articles homonymes, voir Pulchérie (homonymie).
Pulchérie est un prénom féminin, fêté le 10 septembre,.

## Étymologie
Pulchérie vient du latin Pulcheria, diminutif de Pulchra, qui signifie « la charmante » ou « la jolie ».

## Popularité du prénom
Au début de 2010, 48 personnes étaient prénommées Pulchérie en France. L'année où ce prénom a été le plus attribué est 1920, avec un nombre de 9 naissances.

## Personnes portant ce prénom
- Pour voir tous les articles concernant les personnes portant ce prénom, consulter les pages commençant par Pulchérie.

## Sainte des Églises chrétiennes
- Pulchérie (399-453), Aelia Pulcheria, fille d'Arcadius et d'Eudoxie et sœur de Théodose II, Augusta et tutrice de ce dernier, lui succède comme impératrice d'Orient à sa mort.